# Willi Langbein
Willi Oskar Carl Langbein (* 2. Oktober 1895 in Berlin; † 8. Februar 1967 in Kiel) war ein deutscher Maler.

## Leben und Wirken
Willi Langbein war ein Sohn von Carl Friedrich Ernst Langbein aus Tannroda († 1905) und dessen Ehefrau Anna Mathilde Friederike, geborene Geske, die aus Pommern stammte. Sein Vater hatte 1886 als Schneidermeister einen eigenen Gewerbebetrieb eröffnen dürfen und war seitdem preußischer Staatsangehöriger. Aufgrund des frühen Todes seines Vaters erlebte Langbein eine Kindheit und Jugend in wirtschaftlich problematischen Umständen. Wegen körperlicher Schwächen konnte er eine Berliner Bürgerschule nicht regelmäßig besuchen, hatte aber dennoch stets gute Zeugnisse.
Im Alter von zehn Jahren begann Langbein zu Zeichnen und nahm bei Wanderungen häufig einen Skizzenblock mit. Als 16-Jähriger bewarb er sich ohne das eigentlich notwendige Abitur oder eine abgeschlossene Berufsausbildung erfolgreich an der Königlichen Kunstgewerbeschule in Berlin. Hier lernte er bei Max Kutschmann, Emil Rudolf Weiß, Emil Orlik und Max Geri.
Langbein studierte drei Jahre und war danach als freischaffender Künstler tätig. Während des Ersten Weltkriegs musste er ab 1916 Kriegsdienst leisten. Er kämpfte anfangs in Warschau, anschließend in Flandern. Hier erstellte er mehrere Landschaftszeichnungen in kleinstem Format. Nach Kriegsende verbrachte er ein halbes Jahr bei Freunden in Bad Gastein. Danach reiste er gemeinsam mit seinem Freund Erich Kliefert durch Deutschland. Beide sahen das Rheinland, Schlüchtern und Colmar.
1925 zog Langbein mit seiner Frau in ein eigenes Haus nach Elmschenhagen. 1935 baute er dort ein eigenes Atelier. Während des Zweiten Weltkriegs leistete er Kriegsdienst bei der Marine-Flak und war überwiegend in Kiel-Pries stationiert. Aufgrund seines künstlerischen Schaffens musste er oftmals keinen Dienst leisten. Nach Kriegsende bereiste Langbein England, Holland, Paris, Schweden, Kärnten und Norditalien.

## Werke
Langbeins Bilder zeigen, dass er ein tiefgründiges Verhältnis zur Natur hatte. Sein Stil lag historisch betrachtet zwischen Romantik und Impressionismus. Seine Landschaftsgemälde haben naturalistische, aber keine realistischen Anklänge. Er malte mit kraftvollen, vielfältigen Farben, die seine Empfindungen der Natur widerspiegelten.
Der Maler stellte insbesondere die Beziehung von Ackerböden und Wolkenhimmeln und die Relationen von lebendigen Häuserfassaden und großen Bäumen in den Mittelpunkt seiner Werke. Er schuf viele Stillleben und Bilder von Blumen, bei denen er intime Kleinformen verwendete, die aufgrund seines geordneten Ateliers entstanden. Bei seinen Porträts konnte er die individuellen Gesichtszüge herausarbeiten, die aufgrund geistiger Reflexion zustande kamen.
Langbein arbeitete nicht nur als Maler, sondern auch als Restaurator. Dabei halfen ihm seine technischen Fähigkeiten und Kenntnisse im Bereich der Kunstgeschichte. Zu den von ihm restaurierten Kirchen gehörten die Bauwerke in Allermöhe, Hamburg-Moorburg, Süderbrarup und Satrup.

## Bilder
Bekannte Bilder Langbeins sind:
- 18 große Bilder in der Dreieinigkeitskirche in Allermöhe, die Szenen des Evangeliums zeigen.
- Die damalige Bundesregierung, die Landesregierung Schleswig-Holsteins und die Stadt Kiel erwarben Gemälde des Künstlers, darunter zwei Porträts von Bürgermeistern für das Kieler Rathaus.
- Die Kunsthalle zu Kiel und die SHLB übernahmen weitere Bilder.
- Weitere Ankäufe erfolgten von Banken, Versicherungen, Kirchengemeinden, Schulen und Instituten.

## Familie
Langbein heiratete 1925 Hulda Voigt (* 13. September 1879) aus Marienhof an der Schlei, deren Schwester Helene Voigt-Diederichs eine Schriftstellerin war. Voigt war eine Tochter des Gutsbesitzers Theodor Voigt und dessen Ehefrau Marie, geborene Brinkmann aus Hamburg.
Nach dem Tode Voigts im Jahr 1954 heiratete Langbein zwei Jahre später Hildegard Peper, die eine gelernte Krankenschwester war. Ihr Vater Gustav Peper war Maschinenbauer und verheiratet mit Lina Katherina, geborene Vöge aus Laboe. Peper hatte eine Tochter aus erster Ehe, die Langbein adoptierte.